# 캠프 롱
캠프 롱(영어: Camp Long)은 강원도 원주시 태장동에 위치한 미국 육군의 주둔지이다. 2010년 6월 4일자로 폐쇄되었다.
캠프의 이름은 1951년 한국 전쟁 중 원주 부근에서 세운 공로로 명예 훈장을 받은 육군 병장 찰스 R. 롱(Sergeant Charles R. Long)을 기려 지었다. 그는 전사 당시 제2보병사단 38보병연대 M중대 소속 박격포소대의 전방 관측병이었다.
2006년 기준으로 약 29,000 제곱미터 면적에 126동의 건물이 있다.

## 역사
1955년 캠프 롱은 R-401 비행장 관리 업무 인력을 지원하기 위해 세워졌다. 주한 미군 군사 고문단의 제1야전군 파견대 대장의 작전 통제를 받는 제20일반지원단 소속이었으나 1978년 캠프 페이지 소재 제19전구지원사령부 예하로 편입된다. 1998년에는 약 500명의 현역 군인 및 550여명의 민간인 군무원이 배속되었다.
치과, 약국, 양호실 등의 의료 시설 그리고 볼링장, 짐, 레크리에이션 센터, 테니스장, 라켓볼장, 체육시설, 소프트볼 구장, 풋볼 구장, 공예 샵, 장교 클럽, 하사관 클럽, 사병 클럽, 운동장 등의 오락 설비를 갖추고 있다. 상업 시설로 은행, 세탁소, 이발소, 쇼핑몰 (AAFES Post Exchange; PX) 등이 있다. 2007년도에는 PX를 둘러싼 스캔들로 논란이 되기도 했다.
| “ | 캠프 롱의 PX처럼 작은 곳에서 2004년도에 277만불(약 30억원)을 벌더니, 암시장 연결고리가 적발된 뒤, 올해 매출이 18만불(약 2억원)로 떨어졌다. 260만불(약 28억원) 차이가 난다. 그보다 규모가 더 큰 PX나 군 매점들은 대체 얼마나 많은 돈을 암시장으로 끌어들이고 있단 말인가? 가늠하기조차 힘든 액수이다. | ” |

### 폐쇄
2010년 6월 4일, 캠프 롱과 캠프 이글 두 주둔지가 폐쇄되었으며 육군 주둔지 지원 업무는 캠프 험프리스로 통합되었다.
용산, 한국 - 10월 5일, 제8군은 미군 기지 재배치 및 대한민국에의 부지 반환 조치의 일환으로 원주 지역 캠프 롱과 캠프 이글을 폐쇄하는 계획을 발표하였다. 캠프 험프리스 및 제3구역사령관 조셉 무어 대령은 양 캠프의 군무원들에게 기지 폐쇄 관련 브리핑을 하며 캠프 험프리스로의 이전 혹은 새 기술 습득에 동의한다면 군무원들이 일자리를 잃는 일은 없을 것이라는 뜻을 밝혔다. 현재 양 기지에는 176명의 한국인 직원을 포함하여 총 386명의 군인 및 민간인이 근무중이다. 당초 계획은 2008년 폐쇄였으나 2010년에 실시될 예정이다. 부지는 대한민국에 반환된다. 폐쇄 및 반환에 관련된 상세한 일정은 조율중이다. 양 캠프의 업무는 전부 캠프 험프리스로 이관된다. 미국 육군은 2016년까지 한국 내 전 병력을 평택과 대구 두 곳의 허브 기지로 통합할 계획이다. 이 조치로 인구 밀집 도심 지역에서 미군의 위협적인 인상을 덜고 시민의 안전을 확보하며 아울러 낙후된 소규모 주둔지에서보다 향상된 삶의 질을 누리는 통합 기지를 얻게 될 것이다.

### 주둔했던 부대
- 미국 육군
  - 제168의무대대, B중대
  - 제62화학중대
  - 제557헌병중대, 순환소대
  - 제66우정분견대
  - 제275분견대 - 제1통신여단, 41통신대대
  - 제665의무분견대 - 제18의무사령부
  - 제524정보분견대
  - 제1전투지원협조단
- 미국 공군
  - 제425분견대
- 치과

## 같이 보기
- 주한 미군의 시설 목록

## 참고
1. ↑  Department of Defense Base Structure Report (A Summary of DoD's Real Property Inventory) Fiscal Year 2006 Baseline. 보관됨 2013-04-08 - 웨이백 머신 2006. OFFICE OF THE DEPUTY UNDER SECRETARY OF DEFENSE (INSTALLATIONS AND ENVIRONMENT) WASHINGTON DC. Page Army-25.
2. ↑  “Black Market Scandal” (영어). ROK Drop: Korea from North to South. 2007년 9월 26일. 2014년 5월 4일에 원본 문서에서 보존된 문서. 2014년 5월 29일에 확인함.
3. ↑  “History of Camp Humphreys”. 2013년 2월 17일에 원본 문서에서 보존된 문서. 2015년 3월 23일에 확인함.
4. ↑  “Eighth U.S. Army to return Camps Eagle, Long.” (영어). 8th U.S. Army Public Affairs. 2009년 10월 7일. 2014년 5월 29일에 확인함..